# 마이 네임 (드라마)
《마이 네임》은 2021년 10월 15일에 공개된 대한민국의 드라마로, 넷플릭스를 통해 공개되었다.

## 기획의도
아버지의 죽음에 얽힌 비밀을 밝히기 위해 조직의 언더커버가 되어 경찰로 잠입한 윤지우의 숨막히는 복수극을 다룬 작품

## 제작진

### 제작사
- 스튜디오산타클로스엔터테인먼트

### 연출
- 김진민 : ( MBC 주말 특별기획드라마 《죽도록 사랑해》(조연출), MBC 월화 특별기획드라마 《영웅시대》(공동연출), MBC 주말 특별기획드라마 《신돈》(연출), MBC 수목미니시리즈 《개와 늑대의 시간》(연출), MBC 주말 특별기획드라마 《달콤한 인생》(연출), MBC 수목미니시리즈 《로드 넘버 원》(공동연출), MBC 주말 특별기획드라마 《무신》(공동연출), MBC 월화 특별기획드라마 《오만과 편견》(연출), MBC 주말 미니시리즈 《결혼계약》(연출), tvN 월화 미니시리즈 《그녀는 거짓말을 너무 사랑해》(연출), 넷플릭스 드라마 《인간수업》 등 연출 )

### 극본
- 김바다 : ( 영화 《오버 더 레인보우》(단역), 영화 《슈퍼맨이었던 사나이》(각본), OCN 일요드라마 《히어로》(공동집필), 영화 《홈 익스체인지》(각본), 영화 《조선미녀 삼총사》(각본), 영화 《목숨 건 연애》(각본) 등 집필 )

## 등장 인물

### 주요 인물
- 한소희 : 윤지우 역 - 아버지의 죽음에 얽힌 비밀을 밝히기 위해 조직의 언더커버가 되어 경찰로 잠입한 인물

- 박희순 : 최무진 역 - 국내 최대 마약 조직 동천파의 보스. 갖은 수단과 방법을 동원하여 복수심에 갇힌 지우를 언더커버로 만들어주지만 좀처럼 속내를 드러내지 않는 캐릭터로, 서늘한 카리스마를 지닌 인물.
- 안보현 : 전필도 역 - 지우의 동료이자 마약수사대 형사로, 능력있고 강단있는 원칙주의자

- 김상호 : 차기호 역 - 지우가 일하는 마약수사대의 팀장이자 직장상사로, 은퇴를 앞두고 마약 조직 동천파 소탕에 집착하는 인물

- 이학주: 정태주 역 - 국내 최대 마약 조직 동천파의 보스인 무진이 가장 신뢰하는 조직원으로, 그의 지시라면 목숨까지도 내놓을 수 있는 깊은 충성심을 지닌 캐릭터.

- 장률 : 도강재 역 - 국내 최대 마약 조직 동천파의 전 임직원이자 문제를 일으켜 조직에서 쫓겨난 인물로, 훗날 동천파를 향한 복수의 칼을 들이밀며 새로운 갈등의 한 축을 맡는 인물.

### 주변 인물
- 김윤태

### 그 외 인물
- 김병철 : 조 형사 역
- 이석 : 야비남 역
- 안성봉 : 큰놈 역
- 원진 : 무진의 운전사 역

### 특별출연
- 윤경호 : 윤동훈 역 - 윤지우의 아버지

## 삽입곡
- My Name (Feat. Swervy, Jeminn) : 황상준
- Mediocre Life (Feat. Pre-holiday) : 황상준
- Alone: 박은지

## 수상 목록
- 2022년 에이판 스타 어워즈 OTT부문 남자 우수 연기상 (안보현)